# Georgios Sinas
Georgios Sinas (ur. 20 listopada 1783 w Niszu, zm. 18 maja 1856 w Wiedniu) – grecko-austriacki biznesmen, bankier i filantrop pochodzenia arumuńskiego.
Urodził się w Niszu w rodzinie arumuńskiej pochodzącej z Moskopola. Wraz z ojcem początkowo zajmował się handlem bawełną i tytoniem. Pełnił funkcję dyrektora Austriackiego Banku Narodowego i konsula Królestwa Grecji na terenie Austro-Węgier. Prowadził działalność dobroczynną, szczególnie na terenie Królestwa Grecji. Sfinansował budowę Obserwatorium Narodowego w Atenach według projektu Theophila Hansena i wsparł budowę mostu łańcuchowego w Budapeszcie. 